# Pimpinella arussorum
Pimpinella arussorum är en flockblommig växtart som beskrevs av Emilio Chiovenda. Pimpinella arussorum ingår i släktet bockrötter, och familjen flockblommiga växter. Inga underarter finns listade i Catalogue of Life.